# ستيف مكفادين
ستيف مكفادين (بالإنجليزية: Steve McFadden)‏ هو ممثل بريطاني، ولد في 20 مارس 1959 في المملكة المتحدة.

## وصلات خارجية
- ستيف مكفادين على موقع IMDb (الإنجليزية)
- ستيف مكفادين على موقع ميوزك برينز (الإنجليزية)
- ستيف مكفادين على موقع ديسكوغز (الإنجليزية)
- ستيف مكفادين على موقع قاعدة بيانات الفيلم (الإنجليزية)